# Cecilie Uttrup Ludwig
Cecilie Uttrup Ludwig (Frederiksberg, 23 de agosto de 1995) es una ciclista profesional danesa que desde 2025 corre en el equipo Canyon SRAM zondacrypto.

## Trayectoria deportiva
Comenzó destacando en su país desde 2008, aunque sin victorias, por lo que consiguió ser seleccionada para los Campeonatos Mundiales Juveniles de 2012 y 2013 obteniendo notables resultados: 2.ª contrarreloj y 8.ª en ruta en 2012, y 12.ª contrarreloj y 16.ª en ruta en 2013.
Ello propició que fichase por el equipo profesional de su país del Rytger por lo que pudo disputar un calendario internacional con regularidad y además también comenzó a ser seleccionada por la selección de su país para varias carreras profesionales internacionales. En 2016 fichó por el BMS-BIRN, también equipo profesional de su país, en el cual se hizo con el Campeonato de Dinamarca Contrarreloj. En una de esas convocatorias con la selección en 2016 logró hacerse con el Tour de Feminin-O cenu Ceskeho Svycarska tras superar al grupo principal en pocos segundos en las 2 etapas que ganó. Esa victoria propició su fichaje por el Cervélo-Bigla para el 2017 con el que pudo adelantar su debut en el trío de carreras de Sudáfrica disputadas en noviembre de 2016 -en las que fue top-20 en las tres-. En 2017 se hizo con la Setmana Ciclista Valenciana además de otros resultados destacados en carreras de gran nivel.

## Palmarés
2016
- Campeonato de Dinamarca Contrarreloj
- Tour de Feminin-O cenu Českého Švýcarska, más 2 etapas

2017
- Setmana Ciclista Valenciana
- Clasificación de las jóvenes del Giro de Italia Femenino
- Campeonato de Dinamarca Contrarreloj
- 2.ª en el Campeonato Europeo Contrarreloj sub-23
- UCI WorldTour Femenino Sub-23

2018
- Campeonato de Dinamarca Contrarreloj

2019
- Gran Premio de Plumelec-Morbihan

2020
- Giro de Emilia[4]
- 3.ª en el Campeonato de Dinamarca en Ruta
- Clasificación de la montaña del Giro de Italia Femenino

2021
- 1 etapa de la Vuelta a Burgos Féminas
- 3.ª en el Campeonato de Dinamarca Contrarreloj
- 3.ª en el Campeonato de Dinamarca en Ruta

2022
- Campeonato de Dinamarca en Ruta
- 1 etapa del Tour de Francia Femenino
- Tour de Escandinavia, más 1 etapa

2023
- 2.ª en el Campeonato de Dinamarca Contrarreloj
- 3.ª en el Campeonato Mundial en Ruta
- 2 etapas del Tour de Escandinavia
- Giro de Emilia

2024
- 1 etapa del Tour Down Under

## Resultados en Grandes Vueltas y Campeonatos del Mundo
Durante su carrera deportiva ha conseguido los siguientes puestos en las Grandes Vueltas femeninas y en los Campeonatos del Mundo en carretera:
| Carrera              | Carrera              | 2014 | 2015 | 2016 | 2017 | 2018 | 2019 | 2020 | 2021 | 2022 | 2023 | 2024 | 2025 |
| -------------------- | -------------------- | ---- | ---- | ---- | ---- | ---- | ---- | ---- | ---- | ---- | ---- | ---- | ---- |
|                      | Giro de Italia       | —    | —    | —    | 16.ª | 6.ª  | 14.ª | 4.ª  | Ab.  | 6.ª  | 6.ª  | 8.ª  | 17.ª |
|                      | Tour de l'Aude       | X    | X    | X    | X    | X    | X    | X    | X    | X    | X    | X    | X    |
|                      | Tour de Francia      | X    | X    | X    | X    | X    | X    | X    | X    | 7.ª  | 7.ª  | 28.ª | 21.ª |
| Mundial en Ruta      | Mundial en Ruta      | —    | —    | 62.ª | 38.ª | 23.ª | 30.ª | 8.ª  | 8.ª  | 5.ª  | 3.ª  | 33.ª | —    |
| Mundial Contrarreloj | Mundial Contrarreloj | —    | —    | 20.ª | 10.ª | 18.ª | —    | —    | —    | —    | 27.ª | —    | —    |

—: no participa
Ab.: abandono

X: ediciones no celebradas

## Equipos
- Team Rytger (2014-2015)[5]
- Team BMS-BIRN (2016)[6]
- Bigla (2017-2019)[7]
  - Cervélo-Bigla Pro Cycling Team (2017-2018)
  - Bigla Pro Cycling Team (2019)
- FDJ[8] (2020-2024)
  - FDJ Nouvelle Aquitaine Futuroscope (2020-2022)[9]
  - FDJ-SUEZ-Futuroscope (2022)
  - FDJ-SUEZ (2023-2024)
- Canyon SRAM zondacrypto (2025-)